# Попо I (Грабфелд)
Попо I фон Грабфелд (на немски: Poppo I von Grabfeld; на латински: Popo comes; † 839/840841) e прародител на род Попоните и през ранния 9 век (по документи 819 – 839) е граф в Грабфелд, между днешните Бавария и Тюрингия, 819 – 839 г. граф в Заалгау и Тулифелд.

## Живот
Той произлиза вероятно от граф Канкор († 771, граф на алеманите в Рейнгау и на Заалгау) от франкските Бабенберги и Робертините. Той е син на граф Бубо и съпругата му Вилисвинд, вероятно дъщеря на Норберт от род Рупертини или е син на Хаймрих († 812), граф в Заалгау от род Робертини, и на Хадабург. Внук е на Валах и Егивиц, дъщеря на граф Теодо и Ада.
Попо е женен за жена от Хатонидите. Един от синовете му, Хайнрих, е първо princeps militiae при крал Лудвиг III Младши. По времето на император Карл Дебели, който имал предпочитания към фамилията, Хайнрих става marchio francorum (маркграф на франките) и dux Austrasiorum (херцог на Австразия). Другият му син, Попо (II), е по същото време маркграф на Тюрингия (880 – 892) и на Сорбенмарк.

## Деца
- Попо (II) († 899), граф и херцог в Тюрингия, граф на Тулифелд
- Хайнрих I († 886), граф на Грабфелд-Тулифелд
- Готвалд I († 854), епископ на Вюрцбург, херцог на Източна Франкония